# William King (géologue)
Pour les articles homonymes, voir William King et King.
William King, né le 22 avril 1809 à Sunderland, en Angleterre et mort le 24 juin 1886 à Galway, en Irlande, est un géologue et paléontologue britannique.

## Biographie
Ancien élève de Charles Lyell, il fut professeur de géologie et de minéralogie au Queen's College en Irlande. Esprit avisé, il sut ne pas tomber dans l'erreur de ceux qui voyaient dans une simple incrustation métamorphique découverte au Canada un fossile du Précambrien qu'on avait déjà appelé Eozoon canadense (Darwin lui-même partagea cette illusion). 
Il fut en revanche l'un des premiers à reconnaître l'importance de la découverte d'ossements humains à Néandertal en Allemagne : il affirma qu'il ne s'agissait pas d'un homme moderne mais d'un être archaïque, âgé d'au moins 30 000 ans et appartenant à une espèce différente qu'il nomma Homo neanderthalensis, l'Homme de Néandertal. Il proposa le nom de cette nouvelle espèce lors d'une réunion de la British Association en 1863, dont la version écrite fut publiée en 1864.